# Byttneria ivorensis
Espèce
Statut de conservation UICN

 EX  : Éteint
Byttneria ivorensis (syn. de Ayenia ivorensis) est une espèce de plantes à fleurs de la famille des Malvacées, aujourd'hui éteinte.